# Parque Estadual Restinga de Bertioga
O Parque Estadual Restinga de Bertioga é uma unidade de conservação do estado de São Paulo criado pelo Decreto Estadual nº 56.500, de 9 de dezembro de 2010, e possui uma área de 9 317,69 hectares abrangendo o município de Bertioga. É um dos maiores trechos de restinga no litoral de São Paulo e serve como um importante corredor ecológico entre ecossistemas costeiros e a Serra do Mar.

## Localização
O Parque Estadual Restinga de Bertioga (PERB) localiza-se inteiramente no município de Bertioga.

## Como chegar
Acesso pela Rua Gonçalo da costa, 140 - Centro - Bertioga - SP

## Ingressos
Para visitação é necessária a contratação de monitores cadastrados no município.
Dias e horários de funcionamento: Segunda a sexta, das 8h às 17h.

## Onde ficar
Existem vários hotéis e pousadas no município de Bertioga.

## Objetivos específicos da unidade
Proteger os rios que abastecem a região e espécies ameaçadas e exclusivas, além de ser mais um espaço dedicado ao ecoturismo, lazer e educação ambiental para os brasileiros.

## Histórico

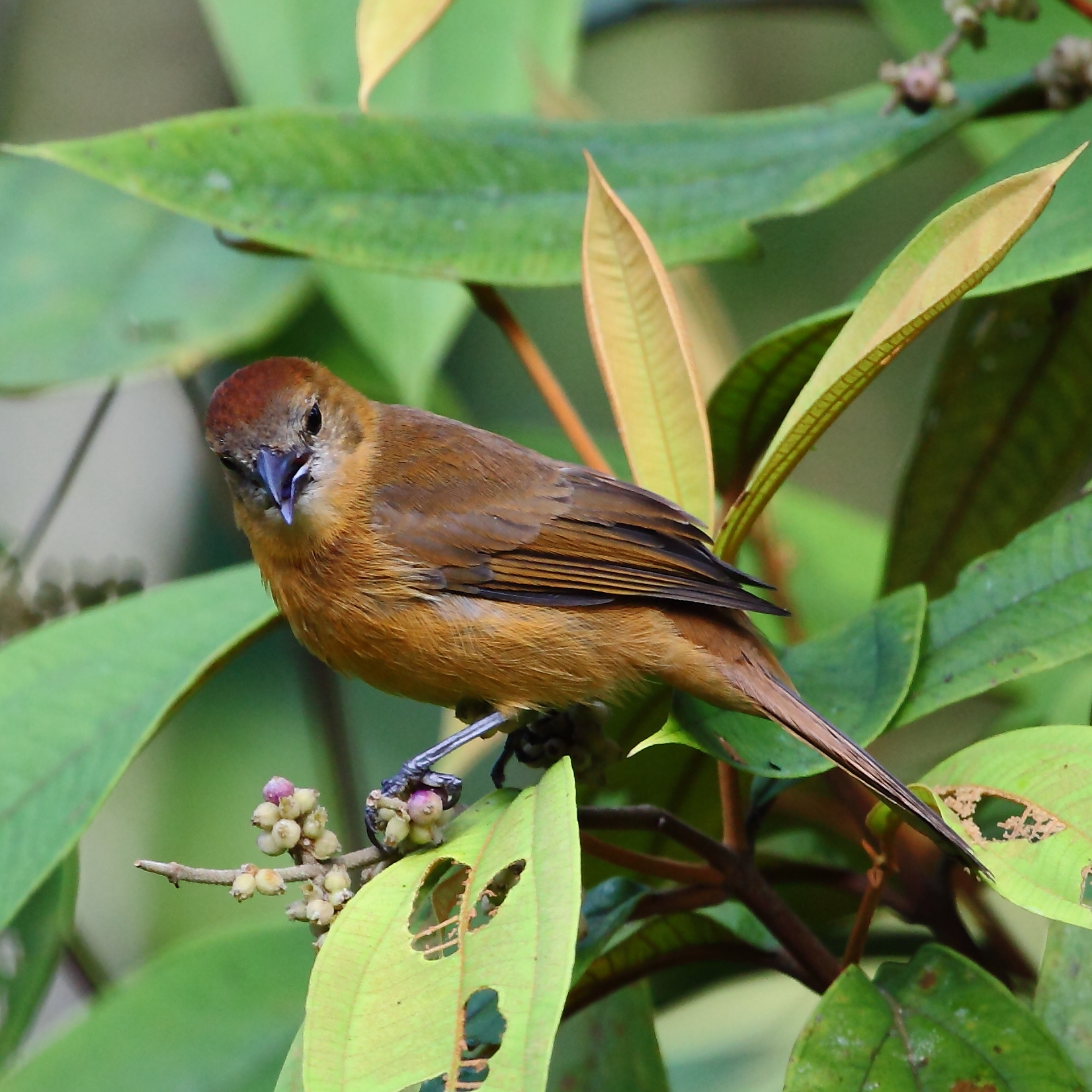
Tiê-galo (fêmea) em Parque Estadual Restinga de Bertioga - SP - Brasil

Nove de dezembro de 2010 é a data que marca o nascimento do Parque Estadual Restinga de Bertioga. A Unidade de Conservação de Proteção Integral, que será administrada pela Fundação Florestal, foi criada com 9.312,32 hectares, totalmente inserida no município de Bertioga (SP).
A Unidade de Conservação (UC) foi criada por meio do Decreto Estadual n° 56.500 , publicado em 10 de dezembro de 2010 no Diário Oficial do Estado de São Paulo, após a realização de vários estudos indicando a importância da preservação da área e a apresentação desses trabalhos para a Prefeitura de Bertioga, Ministério Público Estadual, ONGs, pesquisadores e a população.

## Atrações
Cachoeiras, a fauna, a flora, além de ser um excelente ambiente para o lazer e para prática do ecoturismo.

## Aspectos naturais
Com relação à cobertura vegetal:
. Apresenta um mosaico de tipos de vegetação, incluindo manguezal, restinga e Mata Atlântica;
. Abriga 98% dos remanescentes de Restinga da Baixada Santista;
Com relação ao meio físico:
. Protege as sub-bacias do rio Itaguaré e Guaratuba, que apresentam boa disponibilidade hídrica e qualidade da água;
```
. Apresenta altíssima riqueza e fragilidade de feições geomorfológicas que dão suporte à alta biodiversidade da região, inclusive nos ambientes marinho-costeiros.
```

## Relevo e clima
O relevo possui algumas características como: a presença de morros, mas em relação ao relevo plano, o solo predominante é arenoso, com pouca argila e quantidades variáveis de matéria orgânica. Na encosta, a predominância é de solo argiloso
O clima é o Tropical úmido. No verão, a temperatura beira os 35 graus. No resto do ano a média é 25 graus. As chuvas já predominaram nas estações mais quentes mas, nos últimos anos, os meses de janeiro a março têm sido um pouco mais secos.

## Fauna e flora
Com relação à fauna:
. Foram registradas 117 espécies de aves sendo 37 endêmicas e nove ameaçadas de extinção. A Birdlife International /SAVE Brasil considerou a região como uma “IBA” (sigla de “Important Bird Area”), ou seja, uma área criticamente importante para a conservação das aves e da biodiversidade a longo prazo;
Apresenta 93 espécies de répteis e anfíbios (com 14 espécies ameaçadas e 14 raras) – a maior diversidade de herpetofauna na Mata Atlântica do Estado
Apresenta altíssima riqueza e fragilidade de feições geomorfológicas que dão suporte à alta biodiversidade da região, inclusive nos ambientes marinho-costeiros.
Com relação à flora:
.Abriga 53 espécies de bromélias – 1/3 das espécies de todo o Estado.
.Apresenta um mosaico de tipos de vegetação, incluindo manguezal, restinga e Mata Atlântica;

## Problemas e ameaças
O PERB abriga 44 espécies da fauna ameaçadas de extinção.